# Total Death
Albums de Darkthrone
Panzerfaust
(1995) Goatlord
(1997)
Total Death est le sixième album studio du groupe de Black metal norvégien Darkthrone. L'album est sorti au cours de l'année 1996 sous le label Moonfog Productions.
Les paroles de certains titres de l'album ont été écrites pour le groupe par d'autres musiciens de groupes de Black metal (Earth's Last Picture a été écrit par Garm de Ulver, Arcturus et Borknagar, Black Victory of Death a été écrit par Ihsahn de Emperor, Blasphemer a été écrite par Carl-Michael Eide de Ved Buens Ende et The Serpents Harvest a été écrite par Satyr de Satyricon).

## Musiciens
- Nocturno Culto – chant, guitare, basse,
- Fenriz – batterie

## Liste des morceaux
| 1.    | Earth's Last Picture                  | Garm (en), Fenriz              | 5:12 |
| 2.    | Blackwinged                           | Nocturno Culto                 | 4:30 |
| 3.    | Gather For Attack On The Pearly Gates | Nocturno Culto                 | 4:53 |
| 4.    | Black Victory Of Death                | Ihsahn, Fenriz                 | 4:00 |
| 5.    | Majestic Desolate Eye                 | Nocturno Culto                 | 3:06 |
| 6.    | Blasphemer                            | Carl-Michael Eide (en), Fenriz | 4:01 |
| 7.    | Ravnajuv                              | Nocturno Culto                 | 4:20 |
| 8.    | The Serpents Harvest                  | Satyr Wongraven, Fenriz        | 5:42 |
| 35:44 |                                       |                                |      |